# Дистанционный анализ движения на больших площадях
Дистанционный анализ движения на больших площадях (англ. Wide-area motion imagery, WAMI) — метод скрытного наблюдения и разведки с использованием специализированного программного обеспечения и систему видеокамер — обычно бортовую и в течение длительного периода времени — для обнаружения и отслеживания движущихся объектов на  больших площадях. Также применяются называния широкомасштабное постоянное наблюдение (англ. wide-area persistent surveillance, WAPS) и широкомасштабное воздушное наблюдение (англ. wide-area airborne surveillance, WAAS).
Датчики WAMI охватывают всю зону наблюдения в режиме реального времени. Данные записываются в базе данных для дальнейшего анализа. Система позволяет обнаруживать действия, неуловимые с помощью обычных систем наблюдения и анализировать эти действия в ретроспективе.
Используется вооруженными силами и службами безопасности для охраны баз и пограничных районов, разведки маршрутов, борьбы с терроризмом и обеспечении безопасности на массовых мероприятиях. Системы WAMI  можно использовать также для устранения последствий стихийные бедствия, анализа дорожного движения, защиты дикой природы и поддержания правопорядка.